# A Year Toward Tomorrow
A Year Toward Tomorrow é um filme-documentário em curta-metragem estadunidense de 1966 dirigido e escrito por Edmond Levy. Venceu o Oscar de melhor documentário de curta-metragem na edição de 1967.

## Elenco
- Paul Newman